# WWE Network
A WWE Network é um serviço de streaming da WWE, que foi lançado em 24 de fevereiro de 2014. Foi anunciado durante o WWE Raw de 5 de setembro de 2011 que a WWE Network seria lançada em 2012. Foi anunciado que a WWE pretendia lançar o canal em 1º de abril de 2012, no mesmo dia do WrestleMania XXVIII. Em 8 de janeiro de 2014, a WWE anunciou oficialmente o serviço em 24 de fevereiro. A WWE anunciou por meio do seu site oficial que no mês de Fevereiro, o WWE Network estaria disponível gratuitamente. Durante o mês os fãs poderiam acompanhar o podcast de Steve Austin com Triple H, o NXT Takeover e também o novo PPV, Fast Lane.

## Visão geral
A WWE conduziu uma enquete perguntado se as pessoas pagariam $7 e $12 mensais pela WWE Network, se estivesse em pacotes de canais com adicionais como NFL Network, NBA TV, NHL Network, MLB Network, Fuel TV e Fox Business Network.
Em um e-mail mandado pela WWE para alguns fãs. a WWE realizou uma enquete sobre a WWE Network transmitindo os quatro grandes pay-per-views da WWE (Royal Rumble, WrestleMania, SummerSlam e Survivor Series) gratuitamente. WWE realizou outra pesquisa, perguntando se os fãs mudariam de companhia à cabo para conseguir a WWE Network. A enquete notava que os oito pay-per-views "secundários" seriam exibidos na WWE Network, enquanto os "quatro grandes" continuariam pagos. O canal também exibiria reprises do Raw e SmackDown, assim como gravações da WCW, ECW, NWA e AWA. A WWE Network também terá dois programas de luta exclusivos e um programa interativo. Outro projeto é o de um reality show estrelando lendas da WWE.
Em 17 de outubro de 2011, a WWE anunciou o nome do primeiro programa da WWE Network, Wrestlemania Rewind. De acordo com a WWE, o programa "transportará o telespectador para um WrestleMania em três episódios, começando com o primeiro em 1985 até o WrestleMania XXVIII".
Em 27 de novembro de 2011, a WWE lançou um website encorajando os fãs a notificar suas empresas de tv à cabo para comprar a WWE Network.
Em uma coletiva de imprensa em 8 de janeiro de 2014, a WWE anunciou que a WWE Network seria lançada em 24 de fevereiro como um serviço de streaming com programação de acervo, todos os pay-per-views anuais e programação original por $9,99 por seis meses.